# Villadia misera
Villadia misera es una especie de la familia de las crasuláceas, comúnmente llamadas, siemprevivas, conchitas o flor de piedra (Crassulaceae), dentro del orden Saxifragales en lo que comúnmente llamamos plantas dicotiledóneas, aunque hoy en día se agrupan dentro de Magnoliopsida. El nombre del género fue dado en honor al Dr. Manuel Villada (1841 – 1924), quien fuera médico, botánico y editor de la revistas “La Naturaleza”, la especie V. misera, hace referencia al aspecto general de la planta.

## Clasificación y descripción
Planta de la familia Crassulaceae. Planta herbácea, glabra. Tallo erecto hasta 50 cm de altura, hojas de la roseta lineares, agudas, algo espolonadas hasta 13 mm de largo. Tallo floral con hojas lineares, carnosas, agudas., ascendentes, de 7 mm de largo, el tallo muere hasta la base después de la floración, inflorescencia en espiga arriba, en racimo abajo, sépalos lanceoladas orbiculares, de 3 mm de largo, corola blanquecina con tinte rosa, con tubo de 1.5 mm de largo; ovario corto y grueso, estilos cortos, algo extendidos. Cromosomas n=33-42-44.

## Distribución
Endémica de México, en los estados de Aguascalientes, Edo. de México, Guanajuato, Hidalgo, Michoacán, Puebla, San Luis Potosí, Nuevo León y Coahuila. Localidad tipo: Estado de México: Zacoalco, Valle de México.

## Ambiente
Se ha reportado creciendo en lava basáltica en el Pedregal de San Ángel, así como también en bosques en el estado de Nuevo León, esto de acuerdo con ejemplares de herbario.

## Estado de conservación
No se encuentra catalogada bajo algún estatus o categoría de conservación, ya sea nacional o internacional.